# Lasaeola oceanica
Espèce
Synonymes
- Lasaeola testaceomarginata oceanica Simon, 1883

Lasaeola oceanica est une espèce d'araignées aranéomorphes de la famille des Theridiidae.

## Distribution
Cette espèce est endémique des Açores au Portugal. Elle se rencontre sur Flores, Faial, Pico, Graciosa, São Jorge, Terceira, São Miguel et Santa Maria.

## Étymologie
Son nom d'espèce lui a été donné en référence au lieu de sa découverte, l'océan Atlantique.

## Publication originale
- Simon, 1883 : Études arachnologiques. 14e Mémoire. XXI. Matériaux pour servir à la faune arachnologique des îles de l'Océan Atlantique (Açores, Madère, Salvages, Canaries, Cap Vert, Sainte-Hélène et Bermudes). Annales de la Société Entomologique de France, sér. 6, vol. 3, p. 259-314 (texte intégral).